# طربشانة
بلدية طربشانة (بالإسبانية: Trebujena)‏، هي إحدى بلديات مقاطعة قادس, التي تقع في منطقة الأندلس جنوب إسبانيا. بلغ عدد سكانها 6.942 نسمة وفقاً لإحصائية سنة (2002).

## أعلام
- خوان خوسيه لوباتو